# 密克罗尼西亚联邦历史
密克罗尼西亚联邦位于西太平洋的加洛林群岛。今密克罗尼西亚联邦在历史上为密克罗尼西亚人所居住，被西班牙、德国、日本所殖民。

## 殖民前历史
在四千年前，密克罗尼西亚人的祖先开始在此定居。最初为分散的土著首领管辖，最后在约前950年演变为经济和宗教更为集中的雅浦帝国，它以雅浦島和波纳佩岛为中心。约1100年—约1628年，绍德雷尔王朝统治波纳佩岛。

## 欧洲殖民统治
最早的欧洲探险者为寻找今印尼香料群岛的葡萄牙人，他们与16世纪抵达加洛林群岛。接着西班牙人也来到此，他们声称拥有主权。
1899年，西班牙将此地卖给德国。在第一次世界大战之前，雅浦成为德国一个重要的海军联系处和重要的电缆电报枢纽。
在第一次世界大战中，很多德国在太平洋的岛屿被日本征服。1920年，根据国际联盟的批准，日本帝国获得南太平洋委任统治，管理此处岛屿。在第二次世界大战中，作为美军“跳岛”的战略，日本控制的雅浦岛遭到美军持续的轰炸。

## 美国托管
1947年，联合国建立太平洋群島託管地，交由美国管理。

## 独立
1979年5月10日，太平洋群岛托管地四个地区通过了密克罗尼西亚联邦宪法，邻近的帕劳、马绍尔群岛和北马里亚纳群岛没有选择加入。
1990年12月22日，根据联合国安理会第683号决议，终止了托管协议。